# خير أباد (أوجان الغربي)
خیر أباد (بالفارسية: خیرآباد) هي منطقة سكنية تقع في إيران في قسم أوجان الغربي الريفي. يقدر عدد سكانها بـ 569 نسمة .